# Walter Lohmann (Marineoffizier)
Walter Lohmann (* 30. Dezember 1878 in Bremen; † 29. April 1930 in Rom) war ein deutscher Kapitän zur See der Reichsmarine. Er ist der Namensgeber der Lohmann-Affäre, die zum Rücktritt des Reichswehrministers Otto Geßler und zur Entlassung des Chefs der Reichsmarine Hans Zenker führte. In deren Folge wurden außerdem mehrere Dienststellen des Reichswehrministeriums neu ausgerichtet.

## Leben
Walter Lohmann war der jüngere Sohn des Direktors der Norddeutschen Lloyd Johann Georg Lohmann (1830–1892) und dessen Ehefrau, der Engländerin Clarissa, geborene Frost (1838–1920). Sein Bruder war Alfred Lohmann (* 1870), Präsident der Handelskammer Bremen. Nach dem Schulbesuch trat er am 7. April 1897 als Seekadett in die Kaiserliche Marine ein und war nach seiner Offiziersausbildung zweimal zu Auslandseinsätzen im Fernen Osten. So ab 1903 auf dem Kanonenboot Tiger und ab 1910 als Kompanieführer in der deutschen Kolonie Tsingtau. Mit Ausbruch des Ersten Weltkriegs war er als Korvettenkapitän I. Artillerieoffizier an Bord des Großlinienschiffes Prinzregent Luitpold. Im März 1918 erfolgte seine Versetzung in das Reichsmarineamt, wo er nach dem Kriegsende ab Dezember 1918 in der Seetransportabteilung tätig war.
Als Vertreter der Seetransportabteilung im Allgemeinen Marineamt nahm Lohmann 1919 an den maritimen Waffenstillstandsverhandlungen teil und wurde am 28. Oktober 1920 zum Leiter der Seetransportabteilung (BS) ernannt. Vom Chef der Marineleitung, Admiral Paul Behncke, erfuhr er eine deutliche Förderung seiner Person und des Arbeitsgebietes.
Durch seine Einbeziehung in die Abläufe zur Rückführung deutscher Kriegsschiffe, den Rücktransport von deutschen Kriegsgefangenen und die von seiner Dienststelle unterhaltenen Zweigstellen in Königsberg, Lübeck, Stettin, Hamburg und Bremen verfügte er über sehr spezielle Informationen und Finanzmittel. Diese setzte er weit über die Kompetenzen und fachliche Zuständigkeit seines Arbeitsbereiches ein. Begünstigt durch die Interessen des Chefs der Marineleitung Behncke, entstanden bis 1923 innerhalb der Seetransportabteilung und der mit ihr kooperierenden Arbeitsbereiche unkontrollierte Freiräume für Rechtsverletzungen, kriminelles Handeln und selbstherrliches Agieren von Einzelpersonen.
So bestand das Bemühen Lohmanns darin, seine Dienststelle mit zahlreichen, alleinstellenden Entscheidungsbefugnissen auszustatten und Finanzmittel an sich zu ziehen. Bereits zu dieser Zeit hatte er in alleiniger Verantwortung Fonds zu verwalten, die aus illegalen Schiffsverkäufen herrührten, bzw. dem Rücklauf nicht verbrauchter Militärausgaben entsprangen. Er stieg am 8. März 1920 zum Fregattenkapitän auf. Während der Ereignisse des Kapp-Putsches 1920 weilte er zu einer Dienstreise in London und war dadurch nicht kompromittiert. Ab 1921 war er maßgeblich in die Anbahnung militärpolitischer Gespräche mit Sowjetrussland einbezogen. Als Vertreter der Marineleitung führte er dort Verhandlungen über den gemeinsamen Aufbau von geheimen Rüstungsgeschäften. Schwerpunkte waren dabei der U-Bootbau und Spezialschiffe. Beteiligt waren daran auch mehrere deutsche Unternehmen, so beispielsweise die Weser AG. Er avancierte am 1. Januar 1922 zum Kapitän zur See. Auf seine Initiative hin wurde im Frühjahr 1922 ein Konstruktionsbüro eröffnet, das sich auf den Bau von U-Booten spezialisieren sollte. Dieses und zwei weitere Tarnunternehmen waren in fingierte Auftragsvergaben verwickelt und als Empfänger weiterer Finanzmittel zur Speisung der Geheimfonds etabliert. In wenigen Jahren erweiterten sich seine internationalen Aktivitäten auf zahlreiche Länder, zu denen Argentinien, Dänemark, England, Finnland, Japan, Mexiko, die Niederlande, Schweden, die Schweiz, die Sowjetunion, Spanien und die Türkei zählten. Lohmann führte seine Bemühungen um geheime Rüstungsprojekte  bis 1927 fort. Während der Ruhrbesetzung durch französische Truppen wurde eine Aufrüstung der deutschen Streitkräfte in größerem Rahmen angestrebt. Wegen der Bestimmungen des Versailler Vertrages wurde die Planung und Realisierung der entsprechenden Maßnahmen unter strenger Geheimhaltung eingeleitet und durchgeführt. Aus Gründen der Absicherung sowie des Informationsflusses solcher Vorhaben und des möglichen Schutzes vor Spionageaktivitäten war der Marinenachrichtendienst, aber auch die Abteilung T3, in zahlreiche Einzelaktivitäten mit einbezogen. Unter der Prämisse, dass Lohmann bei Entdeckung als alleinverantwortlich gelten würde, wurde er mit der Entwicklung von Konzepten für eine illegale Aufrüstung der Reichsmarine beauftragt. Hierfür stellte ihm die Reichsregierung einen geheimen Etat zur Verfügung. In der Folge verwendete Lohmann diese Geldmittel auch für nicht maritime Zwecke. Er investierte in Immobilienvorhaben, in Projekte der fleischwarenherstellende Industrie und in eine Filmproduktionsfirma. Auch Bestechungs- und Bewegungsgelder für die eingesetzten Akteure wurden davon bezahlt. Darunter auch für den Chef der Marineleitung Paul Behnke.
Eine sehr enge Zusammenarbeit verband ihn mit dem Chef des Stabes der Marineleitung Korvettenkapitän Wilhelm Canaris. Anfang 1927 tauchten erste Informationen über eine deutliche finanzielle Schieflage der Seetransportabteilung und sein illegales Finanzierungsgebaren auf. Unter den bereits Vorinformierten war auch Reichswehrminister Otto Geißler. In mehreren Artikeln im Berliner Tageblatt ab 8. August 1927 wurde dann für die Öffentlichkeit sichtbar, dass in seinem Arbeitsbereich schwarze Kassen existierten, Bestechungsgelder gezahlt und geheime Rüstungsaufträge realisiert wurden. Daraufhin wurde am 13. August 1927 der Präsident des Reichsrechnungshofes Moritz Saemisch mit entsprechenden Untersuchungen beauftragt. Nach erster Kenntnisnahme des Umfangs und möglichen Schadens forderte dieser, die Untersuchungen ausschließlich auf die in der Presse bekannt gewordenen Sachverhalte zu konzentrieren. Im Ergebnis durchgeführter Stichproben wurde Lohmann am 23. März 1928 seines Postens enthoben. Nachfolger als Abteilungsleiter wurde, nur vorübergehend, sein bisheriger Stellvertreter Rudolf Lahs. Dessen Wirken richtete sich vor allem darauf, so viel wie möglich der bisher nicht öffentlich bekannt gewordenen Geheimprojekte neuer Schirmherrschaft und verbesserter Tarnung zuzuführen.
Am 31. März 1928 schied Lohmann aus der Marine aus. Für die in seinem Verantwortungsbereich begangenen Rechtsverletzungen wurde er strafrechtlich nicht zur Verantwortung gezogen, sondern nur mit gekürzten Pensionen in den Ruhestand versetzt. Der von der eingesetzten Sonderkommission erarbeitete Bericht über Ursachen, Gesetzesverletzungen und die daran beteiligten Personen wurde nach Vorlage wie eine "heiße Kartoffel" behandelt, mehrere Monate nur zwischen verschiedenen Führungspersonen in den Ministerien hin- und hergeschoben und zu keiner Zeit in vollem Wortlaut dem Parlament zur Kenntnis gegeben. Erst am 10. Oktober 1929 wurde ein kurzer Bericht des früheren Staatssekretärs im preußischen Justizministerium Fritze, der bereits pensioniert war, im Parlament zur Diskussion gestellt. Mitte 1930 erklärte der neue, nunmehr amtierende Reichswehrminister Wilhelm Groener, weil die Folgen der Machenschaften Lohmanns immer noch Gegenstand der Tagespolitik waren, „dass die Affäre totgemacht werden muss“.
Bei einer Dienstreise nach Italien verstarb Walter Lohmann am 29. April 1930 in Rom im Alter von 52 Jahren an einem Herzinfarkt.